# Michail Michailowitsch Tscheremnych

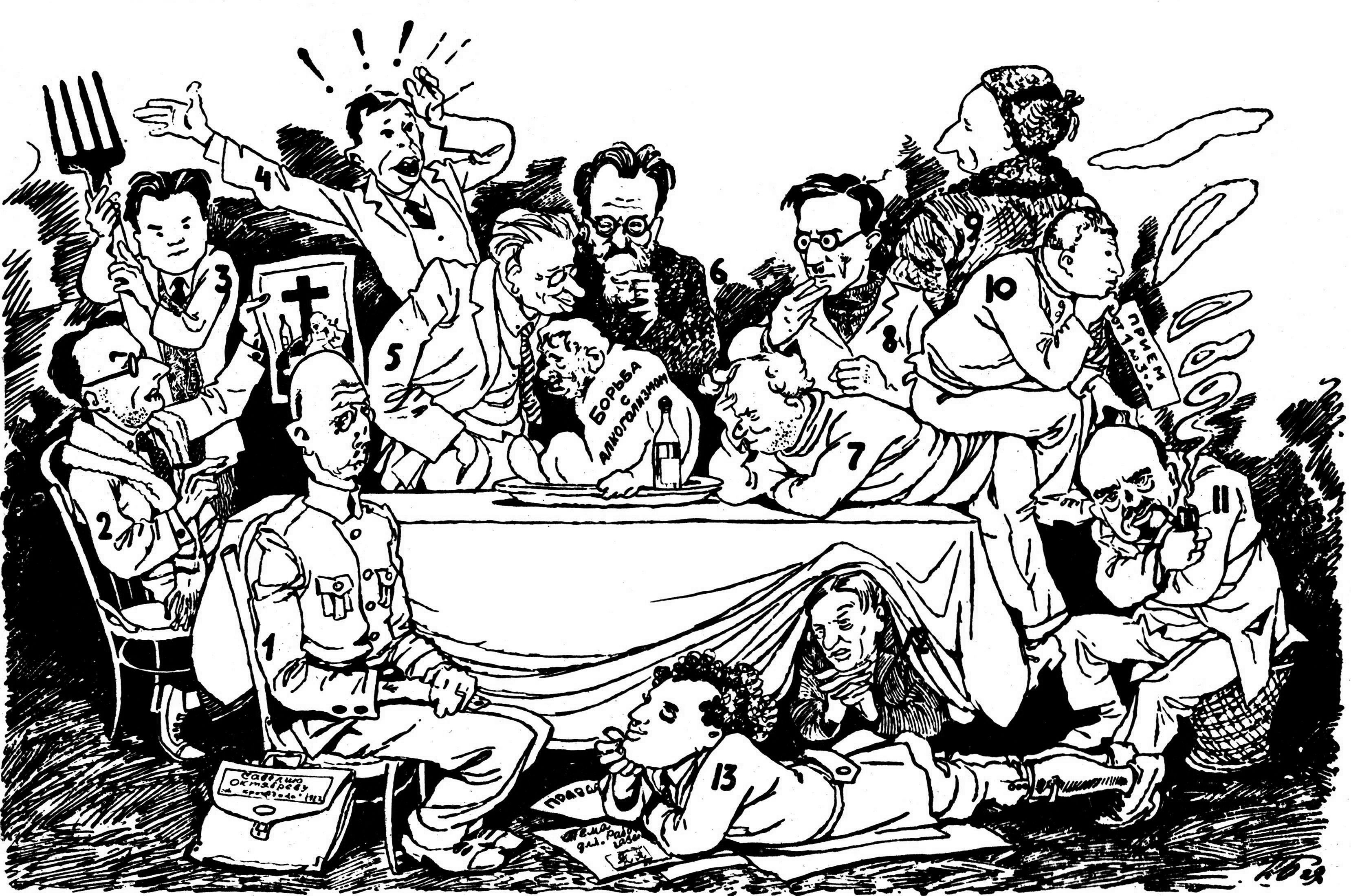
Tscheremnych in der Redaktion Krokodil (1929)

Michail Michailowitsch Tscheremnych (russisch Михаил Михайлович Черемных; geboren 30. Oktober 1890 in Tomsk Russisches Kaiserreich; gestorben 7. August 1962 in Moskau) war ein russischer Graphiker und Karikaturist.
Er war Mitbegründer von Okna ROSTa, („Die Fenster der Russischen Telegraphenagentur“ [später TASS]) sowie des Satiremagazins „Krokodil“.